# بمبیا
بمبیا (انگلیسی: Bembiya) یک روستا در کشور سری‌لانکا است.